# Theodor Wilberg
Theodor Ludvig Wilberg, född 21 januari 1859 i Christiania, död 14 september 1948 i Oslo, var en norsk dekorationsmålare och konstpedagog.
Wilberg utbildads troligen vid Den kongelige Tegne- og Kunstskole i Christiania på 1880-talet. Därefter vistades han en period i Tyskland. Under 1890-talet var han tillsammans med Philip Rice verksam som dekoratör i New York. När han återkom till Norge arbetade han en tid som dekorationsmålare innan han anställdes som överlärare vid dekorationslinjen på Statens håndverks- og kunstindustriskole i Kristiania där han var verksam 1912–1928. På grund av sin lärartjänst bedrev han bara sitt stafflimåleri vid skolans sommaruppehåll. Oftast vistades han då ute på landsbygden eller kusten bland annat vistades han på Citadelløya utanför Larvik 1912–1913. Han medverkade i  Världsutställningen i Paris 1900. Vid Kunstnerforbundets utställning 1941 visade han upp en retrospektiv samling från sitt mångsidiga måleri. Han visade bland annat upp några kopior av Jean Honoré Fragonard och Nicolas Lancret som var en inspirationskälla till hans eget måleri. Dessutom visade han upp flera stilhistoriska akvareller med äldre norska miljöer och landskapsmålningar från sin tid i Amerika. Bland hans offentliga arbeten märks dekorationsmålningar i en trapp på Nationaltheatret från 1899, dekorativa målningar i bland annat Oslo Bymuseum och Norsk Folkemuseum. Han är representerad med utkast, skisser och teckningar vid Statens håndverks- og kunstindustriskole i Oslo.